# 安徽合力
安徽合力股份有限公司，簡稱安徽合力股份或安徽合力（英語：Anhui Heli Company Limited，上交所：600761），在1958年由安徽叉车集团有限責任公司設立，前身為「合肥叉车总厂」。
業務主要经营叉车、装载机、工程机械、矿山起重运输机械、铸锻件、热处理件制造及产品销售。金属材料、化工原料（不含危险品）、电子产品、电器机械、橡胶产品销售；机械行业科技咨询、信息服务等业务；房产、设备资产租赁。公司的主导产品“合力”牌叉车及各类仓储机械广泛的应用于工矿企业、交通运输、仓储物流等行业的装卸及短距离搬运作业。股份在1996年10月9日於上海證券交易所主板上市。
總部位於合肥市经开区卧云路163号。董事長為張德進，以及總裁為薛白。

## 連結
- 安徽合力股份有限公司 HeliChina.com （页面存档备份，存于）